# Cryptocarya albiramea
Cryptocarya albiramea är en lagerväxtart som beskrevs av Kostermans. Cryptocarya albiramea ingår i släktet Cryptocarya och familjen lagerväxter. Inga underarter finns listade i Catalogue of Life.